# Зігфрід Зорге
Зігфрід Зорге (нім. Siegfried Sorge; 10 липня 1898, Гальберштадт — 13 вересня 1989, Бад-Годесберг) — німецький військово-морський діяч, контрадмірал крігсмаріне (1 квітня 1943).

## Біографія
4 липня 1916 року вступив добровольцем у ВМФ. Пройшов підготовку на важкому крейсері «Фрея» та у військово-морському училищі в Мюрвіку (1917). Служив на міноносцях 11 листопада 1918 року демобілізований, але 30 квітня 1919 року знову прийнятий на службу. З 17 липня 1920 року — вахтовий офіцер на крейсері «Медуза», з 23 жовтня 1922 року — ад'ютант училища корабельної артилерії, з 15 березня 1923 року — командир артилерійського тендеру «Гай». З 29 вересня 1924 року — командир роти 3-го батальйону берегової оборони, з 27 вересня 1927 по 1 жовтня 1929 року — ад'ютант на лінійному кораблі «Гессен», з 6 листопада 1929 року — вахтовий офіцер на крейсері «Карльс». 19 грудня 1930 року переведений в корабельну кадровану дивізію «Остзе», а 9 жовтня 1933 року прийняв командування 5-м дивізіоном морської артилерії. З 3 жовтня 1935 року — 2-й ад'ютант штабу військово-морської станції «Остзе». 4 жовтня 1937 року призначений навігаційним офіцером на легкий крейсер «Карлсруе» (в березні-травні 1938 року також виконував обов'язки 1-го офіцера).
З 21 травня 1938 року — навігаційний офіцер на броненосці «Гнайзенау». 7 грудня 1939 року призначений начальником штабу 2-го адмірала на Балтиці, а 1 квітня 1943 року змінив свого начальника. Залишався на цій посаді до 5 січня 1945 року, а 16 січня був призначений начальником морських оборонних укріплень в Західній Пруссії і комендантом фортеці Готенгафен. Намагався організувати захист довірених йому укріплень від радянських військ та до кінця війни успішно тримав оборону Готенгафена (на півострові Гель в Польщі). Після отримання наказу про капітуляцію 9 травня 1945 року здався радянським військам. Утримувався в різних таборах, але не був засуджений. 24 квітня 1950 року переданий владі ФРН і звільнений.

## Нагороди
- Залізний хрест 2-го класу (16 лютого 1920)
- Сілезький Орел 2-го ступеня
- Почесний хрест ветерана війни з мечами
- Медаль «За вислугу років у Вермахті» 4-го, 3-го і 2-го класу (18 років; 2 жовтня 1936) — отримав 3 нагороди одночасно.
- Застібка до Залізного хреста 2-го класу (13 листопада 1939)
- Хрест Воєнних заслуг
  - 2-го класу з мечами
  - 1-го класу з мечами (30 січня 1942)